# Élections législatives grecques de 1990
Les élections législatives grecques de 1990 ont eu lieu le 8 avril 1990 afin d'élire les 300 députés du Parlement grec. La participation est de 79,2 %. Nouvelle Démocratie remporte ces élections avec 46,9 % des suffrages soit 150 sièges et le PASOK arrive en seconde position, il obtient 38,2 % des suffrages et obtient 123 sièges. Le parti Synaspismós obtient 19 sièges avec 10,3 % des suffrages.

## Contexte

Le parlement sortant issu des élections législatives de novembre 1989.